# Brunei nos Jogos Olímpicos de Verão de 2000
Brunei participou dos Jogos Olímpicos de Verão de 2000 em Sydney, Austrália.